# 久居市
久居市（ひさいし）は、三重県にあった市。2006年1月1日に旧・津市等10市町村で合併し津市となり廃止した。本項では市制前の名称である一志郡久居町（ひさいちょう）についても述べる。
青山高原にある風力発電設備は24基と、日本有数の規模である。榊原温泉は、清少納言の「枕草子」に有馬温泉、玉造温泉と並び日本三名泉として挙げられている。当時の市章は久居の「久」の字が5つ繋がった形になっていた。

## 地理
三重県中勢地域にあった。
市西部にある青山高原は、若狭湾から伊勢湾にかけての「日本のくびれ」といわれる地峡部に位置し、特にこの部分は周りの山地に比べ比較的標高が低いため、日本海と太平洋の間を卓越する風の通り道となっており恒常的に安定した風速が得られる。そのため大規模な風力発電所が立地している。

### 自然
- 河川：雲出川、榊原川

### 隣接していた自治体
- 津市
- 安芸郡 美里村
- 一志郡 一志町、白山町
- 松阪市
- 伊賀市

## 歴史

### 市名の由来
1670年（寛文10年）津藩主・藤堂高虎の孫、佐渡守・高通（たかみち）が宗家と分かれて支藩（久居藩）を立てる。そのとき、「永久鎮居」の意を込めて「久居」と命名した。

### 沿革
- 1889年（明治22年）4月1日 - 町村制の施行により、一志郡久居城下各町（久居東鷹跡町・久居西鷹跡町・久居本町・久居二ノ町・久居旅籠町・久居幸町・久居万町・久居寺町）の区域をもって久居町が発足。
- 1931年（昭和6年）4月1日 - 一志郡本村を編入。
- 1955年（昭和30年）3月1日 - 一志郡桃園村・戸木村・七栗村・稲葉村・榊原村と合併し、改めて久居町が発足。
- 1955年（昭和30年）4月5日 - 一志郡一志町の一部（其村・須ヶ瀬の各一部）を編入。
- 1955年（昭和30年）8月1日 - 一志郡白山町の一部（三ヶ野の一部）を編入。
- 1963年（昭和38年）1月1日 - 大字本村乙字東浦の一部を津市に編入。
- 1970年（昭和45年）8月1日 - 一志郡久居町が市制施行して久居市となる。
- 2006年（平成18年）1月1日 - 津市・安芸郡河芸町・芸濃町・美里村・安濃町・一志郡香良洲町・一志町・白山町・美杉村と合併し、改めて津市が発足。同日久居市廃止。

## 経済
元来、農業の街だったが、末期には交通の利便性から企業の立地が進んでいた。

### 久居梨
久居では1907年（明治40年）に青年団の活動として梨栽培を開始した。開始当初は3 haに過ぎなかったが、1970年代には30 haまで拡大した。品種は長十郎が主であったが、早生品種として幸水を導入する農家が1970年代当時増加していた。1970年代の出荷先は、半数が三重県内で、一宮市場が3割、大阪市場が2割であった。栽培の中心地は市街地に近接した井戸山町と小野辺町で、井戸山は苗木栽培と、小野辺は野菜栽培との複合経営である。

## 行政
- 市長：池田幸一

### 歴代市長
特記なき場合『日本の歴代市長 : 市制施行百年の歩み』などによる。
| 代 | 氏名       | 就任                      | 退任                       | 備考       |
| -- | ---------- | ------------------------- | -------------------------- | ---------- |
| 1  | 野垣内三郎 | 1970年（昭和45年）8月1日  | 1984年（昭和59年）2月29日  | 旧久居町長 |
| 2  | 田中功     | 1984年（昭和59年）3月1日  | 1996年（平成8年）2月29日   |            |
| 3  | 藤岡和美   | 1996年（平成8年）3月1日   | 2001年（平成13年）5月      | 辞職       |
| 4  | 池田幸一   | 2001年（平成13年）5月27日 | 2005年（平成17年）12月31日 | 廃止       |

### 久居町長
- 小野耕一郎

### 国の施設
- 陸上自衛隊久居駐屯地
  - 第33普通科連隊
  - 第116教育大隊
- 航空自衛隊笠取山分屯基地
  - 第1警戒群
- 陸上自衛隊久居演習場
- 国立病院機構三重中央医療センター
- 国立療養所久居病院

## 姉妹都市・友好都市

### 国内
- 周南市（山口県）
  - 1990年5月8日、当時の新南陽市と提携
  - 2003年10月22日、合併後の周南市と提携

## 教育

### 高等学校

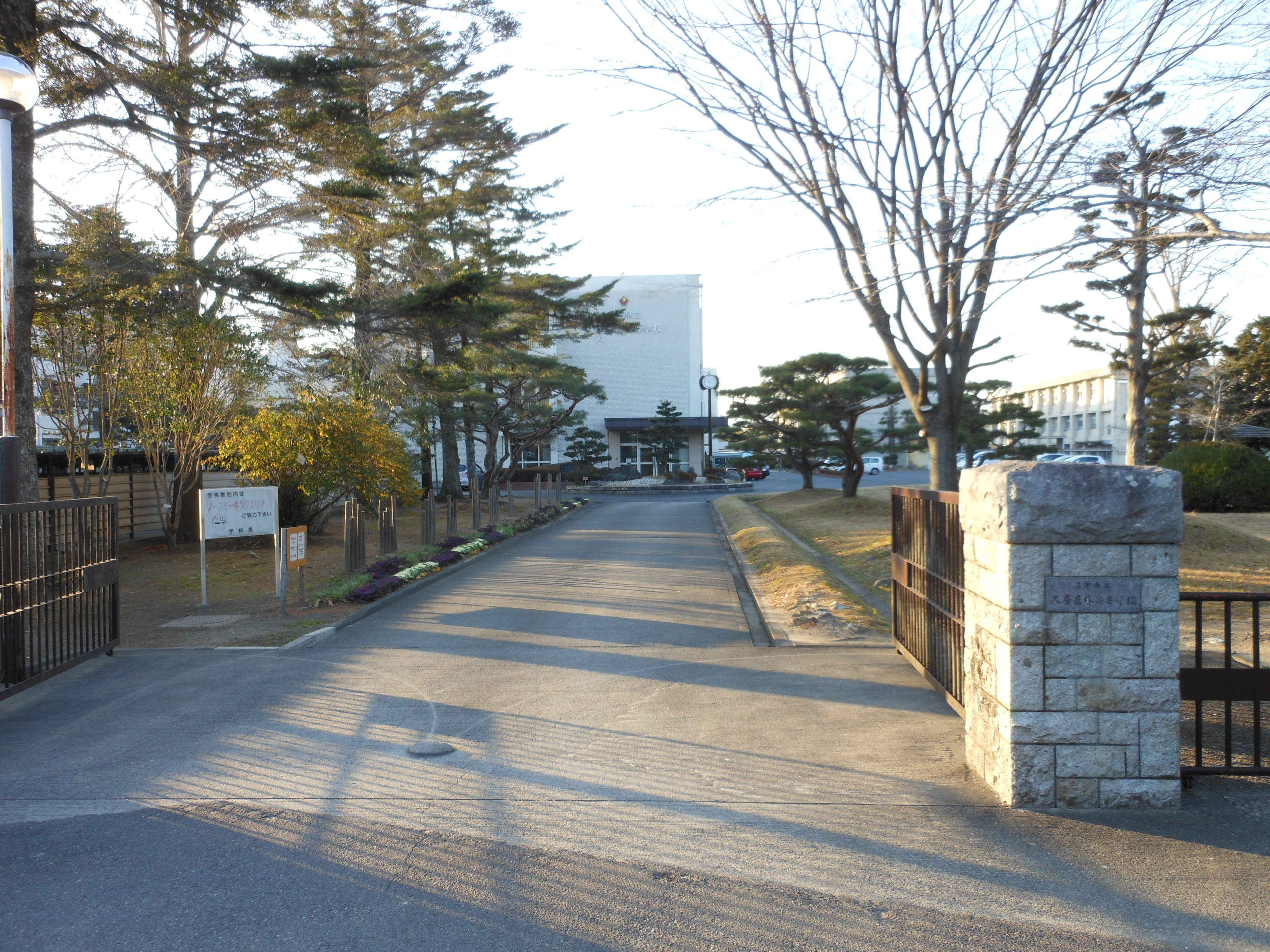
久居農林高等学校

- 三重県立久居高等学校
- 三重県立久居農林高等学校

### 中学校
- 久居東中学校
- 久居中学校
- 久居西中学校

### 小学校
- 成美小学校
- 桃園小学校
- 立成小学校
- 誠之小学校
- 戸木小学校
- 栗葉小学校
- 榊原小学校

### 特別支援学校
- 三重県立稲葉養護学校

### 過去にあった高等学校
- ジ・オリオン高等学校（ジ・オジオン高校と当時の地図に記載。）
- 三重県立久居工業高等学校（旧津市に移転、移転に伴い三重県立津工業高等学校へと改称。）

## 交通

### 鉄道
- 近畿日本鉄道
  - 名古屋線：久居駅 - 桃園駅

中心となる駅久居駅

### 路線バス
- 三重交通

### 道路
- 高速道路
  - 伊勢自動車道：久居IC
- 一般国道
  - 国道165号
- 都道府県道
  - 主要地方道
    - 三重県道15号久居美杉線
    - 三重県道24号松阪久居線
    - 三重県道28号亀山白山線
    - 三重県道55号久居河芸線

  - 一般県道
    - 114、118、512、660、658、659、776

## 名所・旧跡・観光スポット・祭事・催事

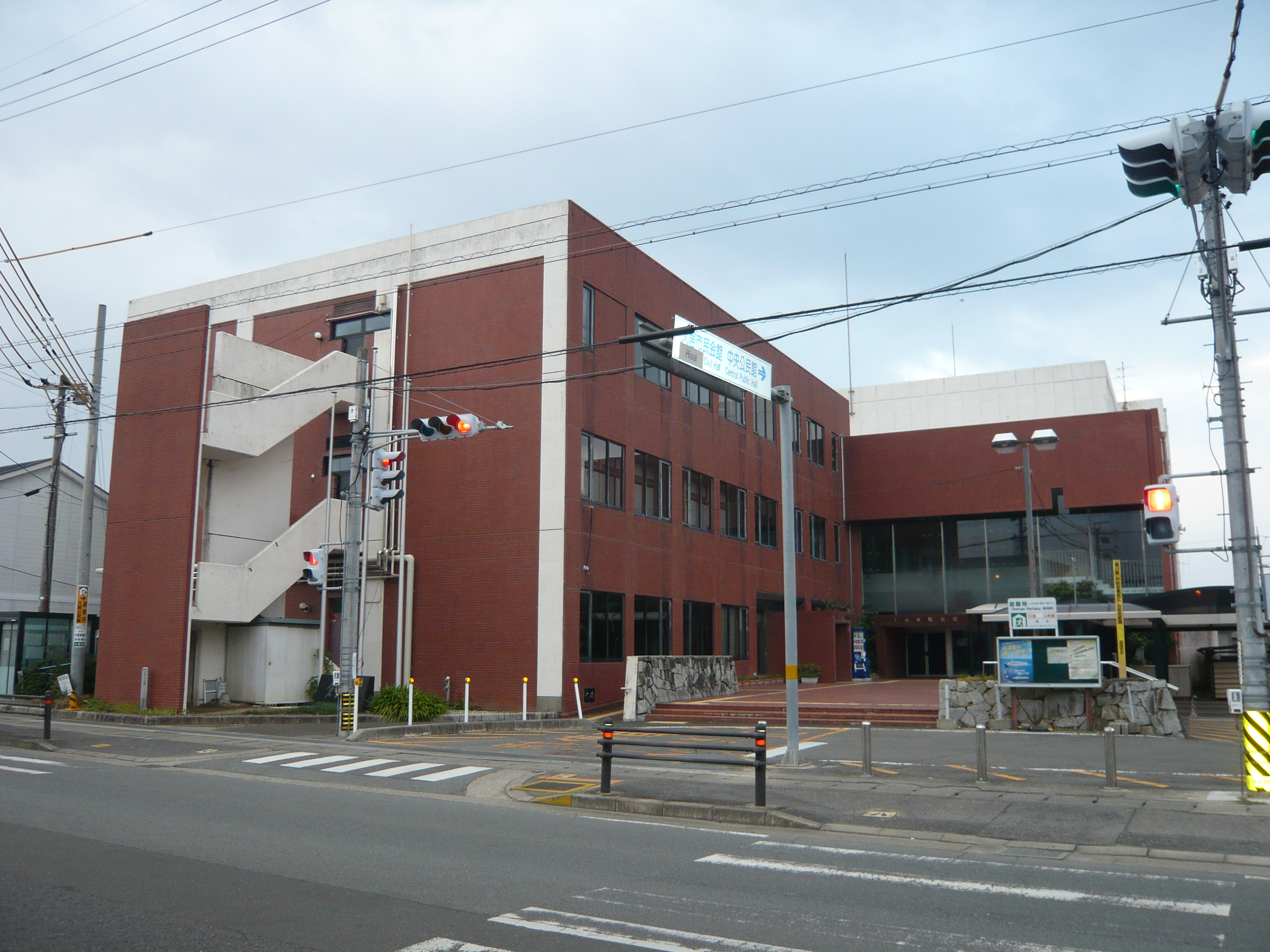
久居市民会館

### 名所・旧跡
- 子午の鐘
- キリシタン灯籠
- 久居城跡
- 久居の一本松[3]
- 久居陣屋跡
- 久居八幡宮

### 観光スポット
- 榊原温泉
- 青山高原ウィンドファーム（風力発電施設）

### 公園
- 室生赤目青山国定公園
- 高通児童公園（久居陣屋跡）

### レジャー
- 青山高原

### 祭事
- 山の神（1月7日）
- 千手観音節分会式（2月3日）
- 「涅槃図」開帳（3月14〜16日）林性寺：珍しい「猫」の描かれた涅槃図
- 青山高原つつじまつり（5月中旬）
- サマーフェスタ イン ひさい（8月第一土曜）
- 茅の輪くぐり（8月中旬）千手院賢明寺
- 久居まつり（10月）

## 出身者
- 上野英三郎（農業土木学の創始者・忠犬ハチ公の主人）
- 橘南谿（医学者・文筆家）
- 中谷孝雄（文学者）
- 中森優介（ミュージシャン）
- 西田半峰（画家）
- 深谷克己（歴史学者）
- 満仲由紀子（声優・ナレーター）

## 久居市に関する書物
- かつての市制要覧が、一部三重県立図書館に所蔵されている。
- 広報ひさい-No.1025 2005年12月号. ◎特集. さようなら 久居市

## 引用
1. 1 2 3 4 5  農耕と園芸編集部 編 1972, p. 255.
2. ↑  歴代知事編纂会 1983, 666-667頁.
3. ↑  久居の一本松